# Once Upon a Time (álbum)
Once Upon a Time (español: Había una vez) es el sexto álbum de la cantante Donna Summer, y su primer LP doble. El álbum relata una versión moderna de la Cenicienta, una historia que avanza a través de las canciones. El material previo de Summer había sido distribuido por diferentes discográficas en distintos países, incluyendo a Casablanca en los Estados Unidos. Once Upon a Time marca la primera ocasión en que Casablanca se encargaría de la difusión de su trabajo en la mayoría de los países (aunque otros sellos se encargarían de esto en algunos países, como Philips en los Países Bajos), hasta que rompió su contrato con la discográfica en 1980.
A diferencia de sus álbumes anteriores, donde Summer era retratada como una figura de fantasía y sexual, Once Upon a Time la muestra con un vestido blanco de novia con un fondo azul claro, dándole una imagen de un personaje de fantasía en cuentos de hadas. Los cuatro lados del álbum doble son denominados "Acto Uno", "Acto Dos", etc., y la portada interior se imprimió con el estilo de un libreto. Otra de las portadas interiores del álbum muestra una foto de cuerpo entero a Summer con el vestido blanco sobre un bello cielo nocturno lleno de estrellas.
Desde el principio hasta el fin, las canciones cuentan la historia de una joven pobre y solitaria que sueña con lo que podría ser, para finalmente estar con el hombre que ella ama. La historia de "la pobreza a la riqueza" se pone en la época actual a través de la utilización del sonido disco y electrónico que se encuentra en todo el álbum. Once Upon a Time confirmaría la condición de Summer como la principal compositora y vocalista femenina dentro del género de la música disco.
Basándose en el éxito de "I Feel Love" de principios de ese mismo año, el segundo lado del álbum es de estilo electrónico. Muchos fanes del productor de Summer, Giorgio Moroder, citan dos de estos temas en particular - "Now I Need You" y "Working The Midnight Shift" - entre sus grandes trabajos (y de Summer también). "Queen for a Day" es notable por el abrupto cambio de fondo, de uno totalmente electrónico a los instrumentos acústicos en la mitad de la canción, y dicha conversión se convertiría en una característica recurrente en algunas composiciones posteriores de Moroder.

## Recepción
Aunque no llegó a ser uno de los álbumes más vendidos de Summer, vendió bastante bien después de su lanzamiento, alcanzando el Top 30 en los Estados Unidos y recibiendo la certificación de oro por la RIAA el mismo año. También es ampliamente reconocido por los fanes y críticos musicales como uno de sus mejores álbumes, debido a su variedad de estilos musicales y la temática que presenta. Esto dio lugar al éxito europeo del sencillo "I Love You", que se convirtió en su quinto Top 10 en el Reino Unido en menos de dos años y en un Top 40 en los Estados Unidos. "Rumour Has It" fue Top 20 en el Reino Unido.

## Lista de canciones
- Todas las canciones escritas por Donna Summer, Giorgio Moroder y Pete Bellotte.

### Acto Uno
| N.º | Título                         | Duración |  |
| 1.  | «Once Upon a Time»             | 4:02     |  |
| 2.  | «Faster and Faster to Nowhere» | 3:34     |  |
| 3.  | «Fairy Tale High»              | 4:25     |  |
| 4.  | «Say Something Nice»           | 4:44     |  |

### Acto Dos
| N.º | Título                       | Duración |  |
| 5.  | «Now I Need You»             | 6:07     |  |
| 6.  | «Working the Midnight Shift» | 5:07     |  |
| 7.  | «Queen for a Day»            | 5:59     |  |

### Acto Tres
| N.º | Título                     | Duración |  |
| 8.  | «If You Got It Flaunt It»  | 4:45     |  |
| 9.  | «A Man Like You»           | 3:34     |  |
| 10. | «Sweet Romance»            | 4:31     |  |
| 11. | «(Theme) Once Upon a Time» | 0:48     |  |
| 12. | «Dance Into My Life»       | 4:10     |  |

### Acto Cuatro
| N.º | Título               | Duración |  |
| 13. | «Rumour Has It»      | 5:07     |  |
| 14. | «I Love You»         | 4:20     |  |
| 15. | «Happily Ever After» | 3:53     |  |
| 16. | «Once Upon a Time»   | 3:03     |  |

## Personal
- Way Bandy: maquillaje
- Geoff Bastow, Mats Bjoerklund: guitarra
- Pete Bellotte, Bob Conti: percusión
- Hanus Berka, Hermann Breuer, Benny Gebauer, Lee Harper, Les Hurdle: instrumento de viento-metal
- Judy Cheeks, Mary Ellen Gaines, Jerry Rix, Donna Summer, Gitta Walther, Carlena Williams, Edo Zanki: coros
- Bob Esty: teclado, percusión, coros
- Keith Forsey: batería, percusión
- Alan Hawkshaw: teclado
- Stephen Lumel: diseño artístico
- Giorgio Moroder, Dan Wyman: sintetizador Moog
- Francesco Scavullo: fotografía
- Dino Solera: instrumento de viento-metal, saxofón
- Donna Summer: voz principal

## Producción
- Producido por Giorgio Moroder y Pete Bellotte
- Arreglado por Bob Esty y Giorgio Moroder
- Mezclado por Jürgen Koppers
- Masterización: Ted Jensen y Allen Zentz
- Ingeniero: Jürgen Koppers

## Posicionamiento

### Álbum
| Lista/País (1977)          | Posición más alta |
| -------------------------- | ----------------- |
| Italia                     | 2                 |
| Japón                      | 31                |
| Noruega                    | 9                 |
| UK Albums Chart            | 24                |
| Billboard Top Black Albums | 13                |
| Billboard 200              | 26                |

### Sencillos
| Sencillo        | Bandera de Australia | Bandera de Alemania | Bandera de Canadá | Bandera de Irlanda | Bandera de los Países Bajos | Bandera de Noruega | Bandera del Reino Unido | 1  | 2  |
| --------------- | -------------------- | ------------------- | ----------------- | ------------------ | --------------------------- | ------------------ | ----------------------- | -- | -- |
| "I Love You"    | 47                   | -                   | 32                | 16                 | 6                           | 10                 | 10                      | 37 | 28 |
| "Rumour Has It" | -                    | 21                  | 37                | -                  | 20                          | -                  | 19                      | 53 | 21 |

Notas:
- 1 Billboard Hot 100
- 2 Billboard Hot Soul Singles

### Certificaciones
| País           | Asociación | Certificación | Fecha                  |
| -------------- | ---------- | ------------- | ---------------------- |
| Estados Unidos | RIAA       | Oro           |                        |
| Reino Unido    | BPI        | Oro           | 7 de noviembre de 1977 |